# Албрандсвард
Албрандсвард (нидерл. Albrandswaard) — община в провинции Южная Голландия (Нидерланды). Община была названа в честь бывшей когда-то здесь синьории Албрантсвард-эн-Кейвеланден.

## История
Община была образована в 1985 году путём объединения общин Рон (ныне — восточная часть общины) и Портюгал (ныне — западная часть общины).